# Christian Wilhelm Thalemann
Christian Wilhelm Thalemann (* Februar 1727 in Weberstedt; † 16. März 1778 in Leipzig) war ein deutscher lutherischer Theologe.

## Leben
Der Sohn des Pfarrers Christian Thalemann (* 6. März 1690 in Tennstedt; † 12. April 1756 in Kölleda) und dessen Frau Anna Barbara Sophia (* 24. Oktober 1693 in Großbrüchter), die Tochter des späteren Superintendenten in Tennstedt Johann Christoph  Ernesti (* 11. Januar 1662 in Keula; † 11. August 1722 in Tennstedt) und dessen Frau Barbara Catharina Sophia Hedenius († 22. April 1746 in Arnstadt), hatte den ersten Unterricht vom Vater und von seinem Onkel Johann August Ernesti in Leipzig erhalten. Danach besuchte er die kurfürstliche Landesschule Pforta, bezog 1746 die Universität Leipzig, wo er unter anderem die philosophisch-theologischen Vorlesungen von Christian August Crusius, Gottfried Heinsius, Salomo Deyling, Johann Christian Hebenstreit und Bayer besuchte.
1752 hatte er den akademischen Grad eines Magisters erworben, wurde 1754 Baccalaureus der Theologie und Frühprediger an der Paulinerkirche. 1756 wechselte er an die Thomaskirche als Subdiakon und 1761 an die Nikolaikirche. Dort 1764 stieg er zum Diakon auf. 1769 erwarb er das Lizentiat der Theologie und wurde 1773 außerordentlicher Professor an der Universität Leipzig. Er wurde 1775 mit der Dissertation de sensu veri et falsi in interpretatione librorum sacrorum zum Doktor der Theologie promoviert. Im selben Jahr wurde er ordentlicher Professor. 1776 wurde er Domherr in Zeitz und verstarb in jenem Amt nach kurzem Wirken.

## Werke
- Diss. qua nubem super arca foederis Judaicum commendatum videri defenditur. Leipzig 1752; II. Teil Tractatus de nube etc. iterum editus, cum vindiciis. Accedit Commentatio de auctoritate Philonis et Josephi in historia rituum. Leipzig 1771
- Justini Martyris Apologiae, e recensioe Grabiana. Varietatem lectionis et conjecturas virorum doctorum et suas addidit etc. Leipzig 1755
- Dissertatione de erudition Pauli Apostoli judica, non graeca. Leipzig 1769
- Praelusio de vitiis et studio res divinas ingenio humano accommodandi. Leipzig 1774
- Oratio de difficultatibus very theology personam tuendi. Leipzig 1774
- Diss. De sensu very et falsi in interpretation librorum sacrorum. Leipzig 1775
- Progr. Jesum Christum eodem quo patrem modo colendum atque adorandum demonstrate, ex. Joh. 5, 17-23. Leipzig 1776
- Versio latina Evangelicorum Matthaei, Lucae et Johannis itemque Actuum Apostolicorum, edita a. C. C. Tittmanno, in Acad. Viteb. Theol. Prof. Berlin 1781